# SEB Eesti Ühispank Tartu GP 2006
Il SEB Eesti Ühispank Tartu GP 2006, sesta edizione della corsa, valido come evento dell'UCI Europe Tour 2006 categoria 1.1, si svolse il 27 maggio 2006 per un percorso totale di 180 km. Fu vinto dal polacco Wojciech Pawlak, che terminò la gara in 4h26'38" alla media di 40,505 km/h.
Alla partenza erano presenti 102 ciclisti dei quali 34 portarono a termine il percorso.

## Ordine d'arrivo (Top 10)
| Pos. | Corridore           | Squadra      | Tempo    |
| ---- | ------------------- | ------------ | -------- |
| 1    | Wojciech Pawlak     | Knauff       | 4h26'38" |
| 2    | Allan Oras          | Estonia      | a 6"     |
| 3    | Tomasz Kiendys      | Knauff       | a 8"     |
| 4    | Erki Pütsep         | Estonia      | a 24"    |
| 5    | Lucas Persson       | Svezia       | s.t.     |
| 6    | Sergey Kolesnikov   | Omnibike     | s.t.     |
| 7    | Marcin Sapa         | Knauff       | a 2'00"  |
| 8    | Christophe Riblon   | Rietumu Bank | s.t.     |
| 9    | Aleksejs Saramotins | Rietumu Bank | a 2'20"  |
| 10   | Janek Tombak        | Kalev        | a 3'16"  |